# 10031 Vladarnolda
10031 Vladarnolda eller 1981 RB2 är en asteroid i huvudbältet som upptäcktes den 7 september 1981 av den rysk-sovjetiska astronomen Ljudmila Karatjkina vid Krims astrofysiska observatorium på Krim. Den är uppkallad efter den ryske matematikern Vladimir Arnold.
Asteroiden har en diameter på ungefär sex kilometer och tillhör asteroidgruppen Eunomia.